# Кемберг
Кемберг (нім. Kemberg) — місто в Німеччині, розташоване в землі Саксонія-Ангальт. Входить до складу району Віттенберг.
Площа — 235,11 км2. Населення становить 9473 ос. (станом на 31 грудня 2021).